# Блексбург (Вірджинія)
Блексбург (англ. Blacksburg) — місто (англ. town) в США, в окрузі Монтгомері штату Вірджинія. Населення — 44 826 осіб (2020), що робить його найбільшим містом штату. Засноване 1798 року. У місті розташований Політехнічний університет Вірджинії.
2011 року журнал Businessweek назвав Блексбург «найкращим місцем у США аби ростити дітей», а видання Southern Living в тому ж році назвало його «найкращим університетським містом на півдні країни».

## Географія
Блексбург розташований за координатами 37°13′53″ пн. ш. 80°25′36″ зх. д. / 37.23139° пн. ш. 80.42667° зх. д. (37.231264, -80.426745).  За даними Бюро перепису населення США в 2010 році місто мало площу 51,60 км², з яких 51,52 км² — суходіл та 0,08 км² — водойми.

### Клімат
| Клімат : Блексбург      | Клімат : Блексбург | Клімат : Блексбург | Клімат : Блексбург | Клімат : Блексбург | Клімат : Блексбург | Клімат : Блексбург | Клімат : Блексбург | Клімат : Блексбург | Клімат : Блексбург | Клімат : Блексбург | Клімат : Блексбург | Клімат : Блексбург | Клімат : Блексбург |
| Показник                | Січ.               | Лют.               | Бер.               | Квіт.              | Трав.              | Черв.              | Лип.               | Серп.              | Вер.               | Жовт.              | Лист.              | Груд.              | Рік                |
| Абсолютний максимум, °C | 23,9               | 27,8               | 29,4               | 35,0               | 32,2               | 35,0               | 37,2               | 37,2               | 35,6               | 34,4               | 27,8               | 23,9               | 37,2               |
| Середній максимум, °C   | 5,3                | 7,2                | 11,8               | 17,4               | 21,9               | 26,1               | 27,9               | 27,4               | 24,1               | 18,6               | 13,1               | 6,6                | 17,3               |
| Середня температура, °C | −0,3               | 1,2                | 5,3                | 10,4               | 15,2               | 19,8               | 21,8               | 21,1               | 17,3               | 11,3               | 6,3                | 1,0                | 10,9               |
| Середній мінімум, °C    | −5,9               | −4,7               | −1,2               | 3,4                | 8,4                | 13,6               | 15,6               | 14,8               | 10,6               | 4,1                | −0,6               | −4,6               | 4,5                |
| Абсолютний мінімум, °C  | −27,8              | −24,4              | −16,7              | −10                | −5                 | −1,1               | 5,0                | 2,2                | −5,6               | −10,6              | −17,8              | −23,3              | −27,8              |
| Норма опадів, мм        | 78                 | 71                 | 92                 | 88                 | 110                | 102                | 108                | 91                 | 79                 | 71                 | 73                 | 75                 | 1038               |
| Днів з опадами          | 10,7               | 10,6               | 11,3               | 12,2               | 13,5               | 11,4               | 12,7               | 10,5               | 8,9                | 8,6                | 9,1                | 10,6               | 130,1              |
| Днів зі снігом          | 3,6                | 4,2                | 2,0                | 0,6                | 0                  | 0                  | 0                  | 0                  | 0                  | 0                  | 0,7                | 2,6                | 13,7               |
| ----------------------- | ------------------ | ------------------ | ------------------ | ------------------ | ------------------ | ------------------ | ------------------ | ------------------ | ------------------ | ------------------ | ------------------ | ------------------ | ------------------ |
| Джерело: NOAA           |                    |                    |                    |                    |                    |                    |                    |                    |                    |                    |                    |                    |                    |

## Демографія
Згідно з переписом 2010 року, у місті мешкало 42 620 осіб у 14 455 домогосподарствах у складі 4668 родин. Густота населення становила 826 осіб/км².  Було 15342 помешкання (297/км²).
Расовий склад населення:
| - 81,2 % — білих - 10,6 % — азіатів - 4,3 % — чорних або афроамериканців - 0,2 % — корінних американців |

До двох чи більше рас належало 2,8 %. Частка іспаномовних становила 3,5 % від усіх жителів.
За віковим діапазоном населення розподілялося таким чином: 8,3 % — особи молодші 18 років, 86,7 % — особи у віці 18—64 років, 5,0 % — особи у віці 65 років та старші. Медіана віку мешканця становила 21,9 року. На 100 осіб жіночої статі у місті припадало 122,1 чоловіків;  на 100 жінок у віці від 18 років та старших — 123,7 чоловіків також старших 18 років.
Середній дохід на одне домашнє господарство  становив 56 995 доларів США (медіана — 31 936), а середній дохід на одну сім'ю — 104 553 долари (медіана — 74 886). Медіана доходів становила 51 517 доларів для чоловіків та 35 615 доларів для жінок. За межею бідності перебувало 45,3 % осіб, у тому числі 20,1 % дітей у віці до 18 років та 5,8 % осіб у віці 65 років та старших.
Цивільне працевлаштоване населення становило 18 563 особи. Основні галузі зайнятості: освіта, охорона здоров'я та соціальна допомога — 49,6 %, мистецтво, розваги та відпочинок — 16,6 %, роздрібна торгівля — 10,9 %, науковці, спеціалісти, менеджери — 9,0 %.